# Beach Abort
Мисията Beach Abort (ВА) (на английски: Beach Abort) е изпитателен безпилотен старт на космическия кораб „Мъркюри“ без ракета-носител.

## Полетът
Изпитанията са проведени на 9 май 1960 г. на полигона на НАСА на остров Уолъпс Айланд, щата Вирджиния. Основната задача е изпитание на системата за аварийно спасяване (САС), парашутната система, системите за меко кацане и симулиране на спасителна операция в случай на авария при старта.
Космическият кораб „Мъркюри“ е изстрелян от нивото на земята с помощта на САС. Полетът е с продължителност 1 минута и 16 секунди, максимална височина – 750 м на разстояние 1,6 км. Хеликоптер на морската пехота успява да вдигне и достави на стартовата площадка космическия кораб от океана за около 17 минути след старта. Максималната достигната скорост при полета е 1571 км/ч.
Мисията е обявена за успешна, макар че двигателите на САС извеждат кораба на недостатъчно разстояние, а фермовата конструкция, на която е закрепена двигателната установка на САС след отделянето е изхвърлена много близо до кораба. За изпитанията е използван космическия кораб „Мъркюри“ № 1 – първият космически кораб, построен от фирма McDonnell Douglas. Масата на полезния товар е 1154 кг.
Капсулата, използвана в мисията е изложена в New York Hall of Science.

## Цитати
1. ↑  Encyclopedia Astronautica Index: 1 //   astronautix.com. Посетен на 25 януари 2022.
2. ↑   New York Hall of Science Rocket Park Exhibit, архив на оригинала от 3 март 2008, https://web.archive.org/web/20080303084309/http://www.nyscience.org/exhibitions/explore_exhibitions/38694, посетен на 9 януари 2013

## Галерия
- Полетът на космическия кораб и отстрела на кулата със САС.